# Futebol feminino no Brasil
O futebol feminino, embora não seja tão popular no Brasil quanto o futebol masculino, cresce em popularidade desde os anos 2000.

## História
Devido ao forte e contínuo estigma social, o futebol feminino brasileiro não contou durante boa parte de sua história com um grande apoio e visibilidade. Existe uma crença machista no país de que o futebol não é um esporte para mulheres. Era ilegal para as mulheres jogar futebol no Brasil de 1941 a 1979, por imposição do Decreto-Lei 3 199 de 14 de abril de 1941, publicado pelo então presidente Getúlio Vargas. Apesar disso, em alguma medida, mesmo durante a ditadura militar, era em alguma medida tolerado nas classes mais baixas. Durante a década de 1950, houve algumas partidas realizadas com liberação especial por mandados judiciais, e na década seguinte partidas esporádicas apesar da proibição legal.
A década de 1980, viu a "espetacularização do corpo feminino" com equipes formadas por modelos que viajam o país fazendo apresentações. De acordo com Salvini e Marchi Júnior (2013), isso se deu "como forma de mascarar ou de vender outra imagem do futebol feminino". Eles afirmam ainda que entravam em campo "as modelos que ‘desfilam’ futebol. Em se tratando de times de modelos era expressamente proibido que jogadoras federadas, embora esteticamente belas, fizessem parte das equipes, pois, o futebol era menos importante do que a espetacularização dos corpos". A mais famosa equipe de futebol feminino formada por modelos desta época foi o Globete Show. Para se ter uma ideia, a revista Placar, numa edição de 1984, informou que a equipe foi convidada pela Presidência da República para inaugurar o campo de futebol da Granja do Torto, mas "são ruins de bola, cruzaram com o Esporte Clube Radar uma vez e perderam de 12X0".
Até recentemente, o país carecia de uma liga nacional feminina, organizando apenas competições estaduais porque havia pouco interesse financeiro e apoio ao jogo feminino.
A Copa do Brasil de Futebol Feminino foi disputada pela primeira vez em 2007, sendo descotinuada em 2016, mas retornando ao calendário oficial da modalidade em 2025. A competição teve o Saad como primeiro campeão. Em 2013, uma liga nacional, o Campeonato Brasileiro de Futebol Feminino Série A1, foi oficialmente iniciada e se tornou a principal competição nacional feminina do país, ajudando a aumentar a qualidade do futebol feminino brasileiro. Teve o Centro Olímpico como primeiro campeão. Quatro anos depois, em 2017, a liga nacional ganhou uma segunda divisão, o Campeonato Brasileiro de Futebol Feminino — Série A2. Teve o Pinheirense como primeiro campeão. E em 2022 expandiu-se ainda mais, com a criação do Campeonato Brasileiro de Futebol Feminino — Série A3. Teve o Taubaté como primeiro campeão. E, apesar dos problemas, os clubes brasileiros são os mais vitoriosos da Copa Libertadores da América de Futebol Feminino, com onze títulos em catorze edições já disputadas.Em maio de 2024, foi anuciado que o pais seria sede da Copa do Mundo de Futebol Feminino de 2027, tornando-se o primeiro pais latino-americano e o terceiro pais do hemisferio sul a sediar o torneio (Australia e Nova Zelandia sediaram o torneio em 2023).

### Primeiras décadas e proibição
Durante o início do século XX, em um contexto de crescimento de ideias eugenistas no Brasil e ao redor do mundo, as mulheres foram desencorajadas a praticar esportes "masculinos", como o futebol, e aconselhadas a se concentrar mais em esportes estéticos, como a ginástica. Os especialistas em saúde no Brasil da época chegaram a afirmar que as mulheres que praticavam esses esportes corriam o risco de se tornar lésbicas. Em uma idade muito jovem, os meninos foram ensinados a ser fortes, enquanto as meninas foram ensinadas a se tornar mães melhores. As mulheres eram frequentemente intimidadas por jogar futebol e forçadas a deixar os campos para dar mais tempo para os homens jogarem. Apesar dos desafios sociais, as mulheres ainda continuaram a jogar futebol, pois as autoridades se preocupavam com a masculinização do corpo feminino e como isso seria prejudicial para a sociedade. Esses temores levaram o então presidente Getúlio Vargas a organizar um conselho nacional de esportes para estabelecer as diretrizes esportivas. O conselho passou a proibir as mulheres de praticar esportes agressivos e com forte contato físico, como o futebol, devido a precauções de saúde. Muitas jogadoras resistiram a essa proibição; O Primavera Athletico Club, do Rio de Janeiro, continuou jogando até ficar sem verbas e recursos. Esta lei não foi rigorosamente mantida, pois algumas mulheres continuaram a jogar. Na década de 1970, o futebol feminino estava ganhando popularidade em todo o mundo; isso inspirou vários protestos feministas no Brasil. Eventualmente, a proibição do futebol feminino no Brasil foi finalmente suspensa em 1979, após atletas de judô se inscreverem para o mundial da Argentina com nomes masculinos.

### Retomada e desenvolvimento
A partir da década de 1980, com o fim da proibição, alguns avanços começaram a ser vistos no futebol feminino brasileiro. Em 1983 começou a Taça Brasil, organizada pela então CBD para organizar e fomentar o futebol feminino. Três anos depois, em julho de 1986, a seleção feminina do Brasil realizava seu primeiro jogo oficial, uma derrota por 2x1 para os Estados Unidos, no Mundialito realizado em Jesolo, na Itália.
Presente em todas as edições de Copa do Mundo e Jogos Olímpicos, o Brasil desponta como a maior potência futebolística da América do Sul, com oito das nove conquistas da Copa América. Mas nunca conseguiu um grande título mundial, ficando com o vice da Copa de 2007 e as medalhas de prata das Olimpíadas de 2004 e 2008 como sendo suas melhores campanhas em toda a sua história.
A partir da Copa do Mundo de Futebol Feminino de 2019, a Rede Globo, principal emissora de TV do país, passou a ser a emissora oficial dos jogos da seleção brasileira, transmitindo amistosos e os jogos da Copa do Mundo Feminina, além de jogos do Brasileirão Feminino. Apesar da má campanha do Brasil na copa, com uma eliminação precoce para a França nas oitavas de final, os quatro jogos da seleção feminina geraram alta audiência e alavancaram o ibope da programação global. Antes disso, a Rede Bandeirantes e a extinta TVE Brasil foram pioneiras nas transmissões de futebol feminino no Brasil, com a TVE transmitindo algumas edições da Taça Brasil, enquanto a Band transmitiu as copas de 2003, 2007, 2011 e 2019, e a TV Brasil transmitiu a Copa de 2015. O esporte vem ganhando crescimento da visibilidade, com transmissões televisivas não apenas por grandes emissoras, como também por streaming de jogos, bem como maior cobertura jornalística.  Para a Copa de 2023, além da transmissão da Globo, o Streamer Casimiro realizou a transmissão dos jogos do torneio em seu canal no YouTube. Isso tem contribuído para aumentar o interesse do público pelo esporte. 
Em outra medida que visa promover a categoria e reflete o desenvolvimento do futebol feminino no país, a CBF decidiu que todos os clubes da Série A do Campeonato Brasileiro deveriam ter equipes femininas, com a determinação valendo desde 2019, e planos para que a partir de 2027 ela seja efetivada para todas as divisões do futebol brasileiro. Alguns clubes tradicionais, como Corinthians e Flamengo, investiram fortemente em suas equipes femininas. Outros times clássicos, como o Santos e Palmeiras, ainda possuem grande destaque, e outros times, como o Ferroviária e o Red Bull vem ganhando mais destaque. Em 2025 o Grupo Globo fechou um contrado com a CBF que garante a transmisão das competições nacionais do futebol feminino até 2027 nos canais do grupo.

### Investimentos
Grandes empresas e marcas têm firmado parcerias e acordos de patrocínio com clubes de futebol feminino. Esses investimentos não apenas proporcionam recursos financeiros necessários para a gestão e manutenção das equipes, mas também conferem visibilidade e reconhecimento a essas organizações. 
Além do apoio institucional aos clubes, empresas têm buscado parcerias com atletas individuais. Essas colaborações podem incluir contratos de patrocínio pessoal, fornecimento de equipamentos esportivos e apoio logístico para as jogadoras. 
O envolvimento das empresas não se limita apenas ao aspecto financeiro. Elas também desempenham um papel crucial na promoção da modalidade, criando campanhas de marketing e eventos para aumentar a visibilidade do futebol feminino. Isso ajuda a atrair novos fãs e a inspirar mais jovens a praticar o esporte. 

## Sistema atual
- Série A1
- Série A2
- Série A3
- Taça Brasil de Futebol Feminino (descontinuado)

## Copas nacionais
- Copa do Brasil
- Supercopa do Brasil

## Campeonatos estaduais
- Acre
- Alagoas
- Amapá
- Amazonas
- Bahia
- Ceará
- Distrito Federal
- Espírito Santo
- Goiás
- Maranhão
- Mato Grosso
- Mato Grosso do Sul
- Minas Gerais
- Pará
- Paraíba
- Paraná
- Pernambuco
- Piauí
- Rio de Janeiro
- Rio Grande do Norte
- Rio Grande do Sul
- Rondônia
- Roraima
- Santa Catarina
- São Paulo
- Sergipe
- Tocantins